# Квадрумвиры
Квадрумвиры (итал. Quadrumviri) — группа из четырёх лидеров, организаторов важнейшего события в истории итальянского фашизма — похода на Рим. Все четверо «Квадрумвиров» были активными участниками фашистской партии Бенито Муссолини и основными действующими лицами, которые привели к диктатуре фашизма в Италии и активно поддерживали её.

## Участники
- Микеле Бьянки — революционер, лидер синдикалистов.
- Эмилио Де Боно — влиятельный итальянский генерал, участвовал в итало-турецкой войне, первой мировой войне, второй итало-эфиопской войне.
- Чезаре Мария Де Векки — член итальянского парламента, колониальный администратор.
- Итало Бальбо — лидер чёрнорубашечников, лидер Феррарского подразделения фашистской партии.

Сам Муссолини несколько дистанцировал себя от похода на Рим, так как считал эту операцию делом рискованным.